# Saison 2015 de l'équipe cycliste GM
La saison 2015 de l'équipe cycliste GM est la première de cette équipe continentale.

## Préparation de la saison 2015

### Arrivées et départs
L'équipe étant nouvelle, tous les coureurs proviennent d'autres équipes.

## Bilan de la saison

### Victoires
| Date       | Course                             | Pays      | Classe | Vainqueur      |
| ---------- | ---------------------------------- | --------- | ------ | -------------- |
| 15/05/2015 | 2e étape du Rhône-Alpes Isère Tour | France    | 2.2    | Marco D'Urbano |
| 10/06/2015 | 1re étape du Tour de Slovaquie     | Slovaquie | 2.2    | Filippo Fortin |